# Mila (Einheit)
Mila war ein polnisches Längenmaß und die Bezeichnung für die polnische Meile.
Ein Grad am Äquators entsprach 20 Mila bei der sogenannten kleinen und 15 bei der großen Meile. Gesetzlich wurde das Maß am 13. Juni 1818 festgelegt und trat am 1. Februar 1819 in Kraft. Letztere war die polnische Postmeile, auch als geografische Meile bezeichnet. Diese war 7507,4074 Meter lang.
In der Praxis teilte man das Maß in Halbe (Pol mili), Viertel (Cwierc mili) und Halbe Viertel (Pol cwerci mili) oder Achtel Meilen (Stale milowe). 
- 1 Mila = 8 Versta =  8534,3114852 Meter (auch 8534,246 Meter)(oder 8524,8174 Meter)
  - 1 Versta = 1065,6022 Meter
- 1 Mila (alte Meile) = 7146,466 Meter